# Tremulous
A Tremulous egy, az ioquake3 motorra épülő FPS jellegű szabad szoftveres játék. A menete részben a Quake II, részben a Natural Selectionre hasonlít, alapötletét pedig a Gloom (egy Quake 2 modifikáció) adta. A játék nagy része GNU General Public License, bizonyos részei pedig egyéb, kompatibilis szabad licenc alá tartoznak. A játék médiarészének licence Creative Commons kategóriába tartozik.
A játékmenet ötletesen ötvözi a hagyományos lövöldözős játékokat a valós idejű stratégiai játékok alapjaival. Ennek értelmében a játékban a tervezés, előrelátás és az építmények észszerű elhelyezése nagyban növeli a győzelmi esélyeket.

## Játékmenet
A játékos két csapat közül választhat kezdéskor: vagy az idegenekkel(Aliens), vagy az emberekkel(Humans) lesz. Mindkét csapat célja az ellenfél összes 'spawn'-jának (itt élednek újra a elhalálozott játékosok karakterei) és az esetlegesen életbenmaradottak elpusztítása. A játék kezdetén mindkét csoportból 2-2 típusú karaktert választhatunk: az idegenek esetén ezek Dretchek vagy Grangerek lehetnek, míg az emberek a Rifle és a Construction Kit közül választhatnak. Az előbbiek - mindkét csapatban - támadóstratégiát folytatnak, míg utóbbiak a bázisok építésével, fejlesztésével foglalkoznak. Ők helyezik el a 'spawn'-helyeket, melyek az embereknél Telenode-ként ismertek, míg az idegenek tojásokat Eggs használnak ezen célra. 
A játéknak meg lehet adni időkorlátot is, mely letelte után döntetlen lesz a játék eredménye, de ez szavazással is elérhető.

## Idegenek
Az idegenek többnyire csak közelharcban képesek kárt okozni az ellenfelekben, épületekben (vagy adott esetben csapattársaiban is). Ezt a különböző fajok segítségével tehetik meg. A játék kezdetén a fent említett két típus között lehet választani, majd evulúciós pontok szerzésével adott esetben fejlődni is lehet erősebb lényekké. Evulúcis pontokat a támadó karakterek az ellenfél egyik játékosának megölésével, vagy egy épületének elpusztításával lehet. 
- Dretch:

Az idegen csapat leggyengébb támadó osztálya. Az egyetlen támadása az, hogy 'megharap' egy ellenfelet, oly módon, hogy megérinti a karakterrel. A támadás sebzése függ az ellenfél viseletétől, illetve a támadás célpontjától is: a fejet ért harapás jár a legtöbb sebzéssel. A Dretchek képesek még a falon járásra, melyet a játékos a guggolás gomb (C) megnyomásával aktiválhat.
- Basilisk

A dretchből képes kifejlődni, melyhez egy evulúciós pont szükséges. A dretchnél egy kicsit lassabb, de még így is képes a falon való járásra. Elsődleges támadása (melyet alapesetben a bal egérgomb lenyomásával lehet elérni) a vágás (Slash). Ezenkívül egy játékos megérintésével képes azt elhurcolni, azaz az ellenfél játékosa nem képes megfordulni (kivéve, ha Battle Suit-ot visel), így könnyű célponttá válik. Az idegenek kettes szintjénél elérhetővé válik az Advanced Basilisk is.
- Marauder

Az eddig említett osztályokból képes kifejlődni, az ára (Dretch-ből) 2 evulúciós pont, mely értelemszerűen 1-gyel csökken, ha Basilisk-ból alakul ki. Egyetlen támadása a vágás (Slash), amely az elsődleges támadás gombbal érhető el. Ezen kívül képes visszapattanni a falakról; ez oly módon érhető el, hogy egy fal irányába ugrik (SPACE) és lent tartja az ugrás billentyűt. Amint ily módon a falhoz ér, felfelé pattan vissza, folytatva ezt a mozgást, amíg falat ér. Kettes szinten elérhetővé válik az Advanced Marauder is.